# Hieronim Powiertowski

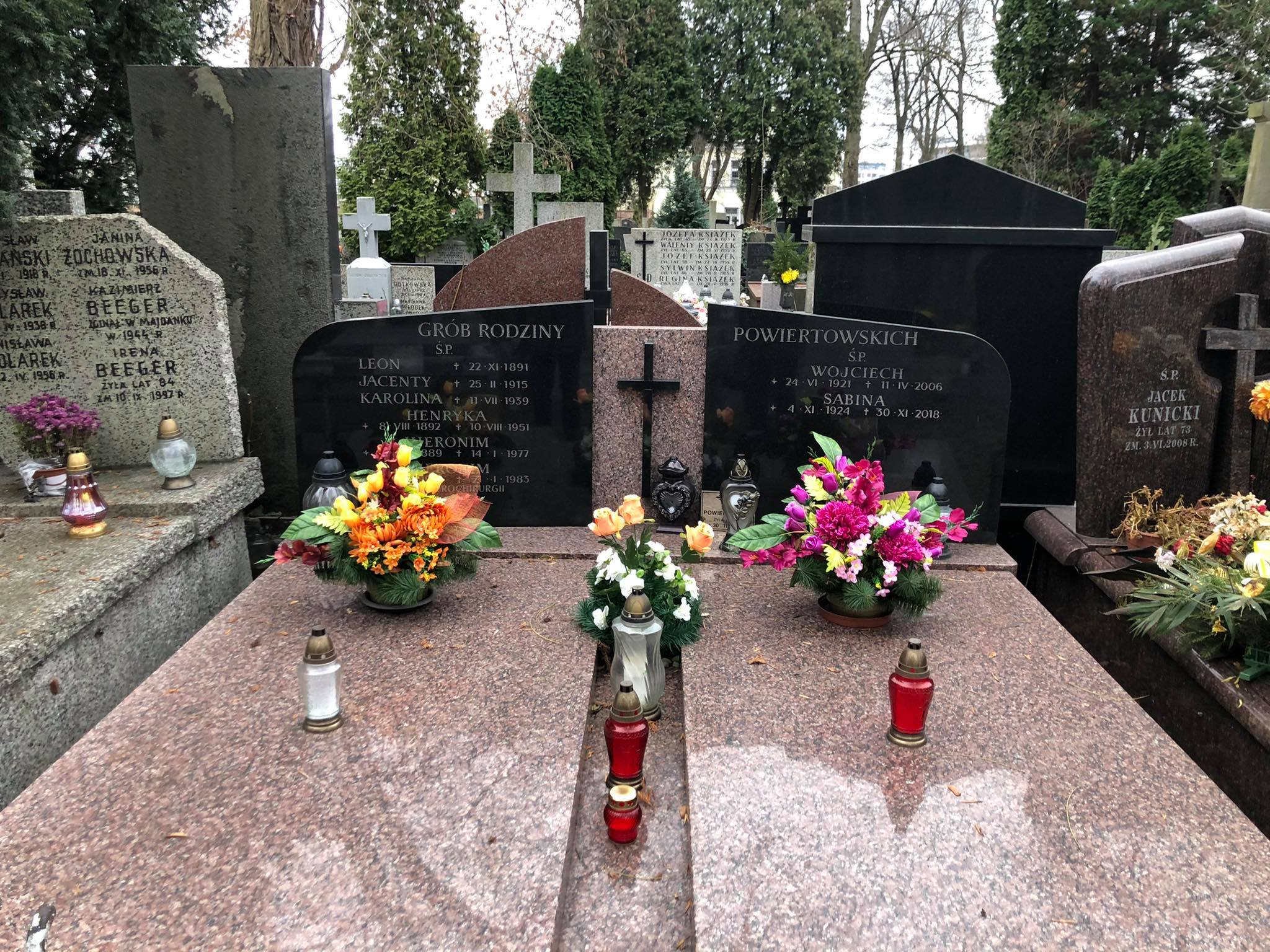
Grób Hieronima Powiertowskiego na cmentarzu Bródnowskim

Hieronim Marek Powiertowski (ur. 25 kwietnia 1915 w Warszawie, zm. 21 stycznia 1983 tamże) – profesor medycyny, współzałożyciel Polskiego Towarzystwa Neurochirurgów. Opracował metodę leczenia kraniosynostozy.

## Życiorys
Studia medyczne rozpoczął na Uniwersytecie Warszawskim, a kontynuował w Szkole Podchorążych Sanitarnych otrzymując 27 kwietnia 1939 dyplom lekarza. Po wybuchu II wojny światowej został zmobilizowany jako podporucznik lekarz i skierowany do Przemyśla, aby tam dowodzić plutonem kompanii sanitarnej przy 22 Dywizji Piechoty. Od 1942 należał do Armii Krajowej, po wybuchu powstania warszawskiego był chirurgiem pracującym w szpitalach polowych, początkowo na Ochocie, a po zakończeniu walk w Podkowie Leśnej. W 1945 został oddelegowany do Koszalina aby tam jako organizować rozwój służb medycznych jako naczelnik Wydziału Zdrowia. W 1951 powrócił na krótko do Warszawy, aby podjąć pracę w Klinice Neurochirurgii pod kierownictwem prof. Jerzego Choróbskiego. Po roku przeniósł się do Poznania, gdzie otrzymał stanowisko kierownika Kliniki Neurochirurgii Akademii Medycznej, wkrótce obronił pracę doktorską na Wydziale Lekarskim warszawskiej Akademii Medycznej. W 1962 uzyskał habilitację, a rok później tytuł docenta. Od 1966 do 1968 był członkiem Komitetu Nauk Klinicznych II Wydziału Nauk Medycznych Polskiej Akademii Nauk w Warszawie. W latach 1972-1978 pracował w Reptach w Górniczym Centrum Rehabilitacji Leczniczej i Zawodowej, od 1976 był kierownikiem Klinikę Neurotraumatologii Instytutu Chirurgii przy Śląskiej Akademii Medycznej. W 1978 został profesorem nadzwyczajnym. Od 1978 współpracował z Instytutem Chirurgii Dzieci i Młodzieży przy Instytucie Matki i Dziecka w Warszawie, będąc konsultantem i chirurgiem dziecięcym w zakresie kraniosynostozy. Został pochowany na cmentarzu Bródnowskim (kwatera 8B-4-15/16).

## Praca naukowa
Pełnił wiele funkcji członkowskich w organizacjach związanych z medycyną, był m.in. członkiem Rady Naukowej przy Ministrze Zdrowia, uczestniczył w pracach Komitetów Naukowych Polskiej Akademii Nauk i Światowej Federacji i Europejskiego Towarzystwa Neurochirurgów. Należał do członków założycieli Polskiego Towarzystwa Neurochirurgów. 
Przedmiotem badań profesora Hieronima Powiertowskiego były urazowe obrażenia czaszki i mózgu oraz uszkodzenia rdzenia kręgowego oraz neurofizjologia i patofizjologia kliniczna ośrodkowego układu nerwowego. Był autorem ponad osiemdziesięciu prac i publikacji naukowych, z których do najważniejszych należy opublikowana w 1965 pt. „Urazy czołowo-twarzowe. Mechanizm, patologia i zasady leczenia chirurgicznego”.

## Odznaczenia
- Krzyż Kawalerski Orderu Odrodzenia Polski
- Złoty Krzyż Zasługi
- Odznaka Honorowa PCK IV stopnia
- Odznaka „Za wzorową pracę w służbie zdrowia” (1956)[1]